# Jarzt
Das Pfarrdorf Jarzt ist ein Gemeindeteil der Gemeinde Fahrenzhausen im oberbayerischen Landkreis Freising in Bayern.

## Geschichte
Die Pfarrkirche in Jarzt wurde erstmals im Jahr 1315 erwähnt, zu ihr gehörten vier Filialkirchen. Im Zuge der Gemeindebildung nach dem Zweiten Gemeindeedikt bildete Jarzt eine eigene Landgemeinde. Am 1. Januar 1971 wurde die bis dahin selbständige Gemeinde nach Großnöbach eingegliedert. Am 1. Juli 1972 verlor Großnöbach wiederum den Status als selbständige Gemeinde und wurde mit Jarzt nach Fahrenzhausen eingemeindet.

## Baudenkmäler
Das Ortsbild wird geprägt von der Kirche Mariä Himmelfahrt.